# Chrastina János
Chrastina János, Ján Chrastina (Puchó, 1729 – 1805 körül) evangélikus líceumi tanár.

## Élete
Chrastina Illés bátyja volt. Tanult Trencsénben, Győrött és Pozsonyban; 1749-től 1768-ig a pozsonyi evangélikus lyceumban tanárkodott, 1758-tól a Landerer-féle könyvnyomtatónál a szlovák nyelvű könyveket éveken át ő javította.

## Művei
- Slovensti Versovčy. Szakolcza, 1805 (Szlovák verses elbeszélései Geloról és Taubmannról. Kiadta Tablic)
- Sok évig kiadta a pozsonyi szlovák naptárakat és azokban számos költeményt, mesét, tréfás elbeszélést, Taubmann-féle anekdotát, erkölcsi tanítást és népszerű cikket közölt
- 1762-ben tanár társának, Jeszenák Pál cs. kir. udvari tanácsos és jogtudósnak síremlékére latin chronostichont irt, melyet Klein Sámuel följegyzett és Fabó Monumentáiban (IV. 20.) közölt